# Ahmed Radhi
Ahmed Radhi Humaiesh Al-Salehi (en árabe: أحمد راضي هميش الصالحي‎; Bagdad, 21 de abril de 1964-Ib., 21 de junio de 2020) fue un futbolista iraquí que jugó como delantero.
Considerado como uno de los mejores jugadores de Irak y Asia de todos los tiempos, Radhi anotó el único gol iraquí en la Copa Mundial de Fútbol durante su edición de 1986, un tiro bajo a la esquina de la red contra Bélgica en la derrota por 2-1. Fue elegido Futbolista Asiático del Año en 1988.

## Trayectoria

### Clubes
Ahmed Radhi comenzó su carrera en 1982 en el club Al-Zawraa. Jugó en dicho equipo hasta 1985, cuando se mudó al club Al-Rasheed, propiedad de Uday Hussein, hijo de Sadam Huseín. Con Al-Rasheed ganó tres campeonatos y dos Copas de Irak. Junto a su compañero Adnan Dirjal, Radhi llevó al club a alcanzar la final de la Copa de Clubes de Asia 1988-89, perdiendo ante el club Al-Sadd de Catar por la regla del gol de visitante.
Jugó por cuatro años en el club Al-Wakrah, y se convirtió en máximo goleador de la temporada 1993-94 de la liga de fútbol de Catar con 12 goles.

### Selección nacional
Radhi debutó con la selección de Irak en un partido amistoso contra la selección de fútbol de Jordania realizado el 21 de febrero de 1982. El entrenador Ammo Baba dejó a Radhi fuera del equipo de los Juegos Olímpicos de Los Ángeles 1984 citando la falta de esfuerzo del jugador.
En la Copa Mundial de Fútbol de 1986, Radhi anotó un gol en el partido contra Paraguay, pero el árbitro Edwin Picon-Ackong pitó el final del primer tiempo antes de su remate. En el partido contra Bélgica, marcó el único gol de su selección en el torneo.
Con Irak ganó 2 veces la Copa de Naciones Árabe, 1 vez los Juegos Panarábicos y una Copa de Naciones del Golfo. Representó a Irak en los Juegos Olímpicos de Seúl 1988 y marcó un gol en los juegos contra Zambia y Guatemala. Fue elegido Futbolista Asiático del Año en 1988 y el noveno mejor jugador asiático del siglo en 1999.

## Fallecimiento
Radhi fue admitido en el Hospital General Al Nuaman en Al Adhamiya el 13 de junio de 2020 después de contraer COVID-19. Abandonó el hospital y fue readmitido el 18 de junio después de que su estado empeorara. El 21 de junio, Radhi fue declarado muerto a la edad de 56 años por complicaciones derivadas del COVID-19.
Posteriormente se revelaron detalles sobre su fallecimiento. Estaba a punto de ser trasladado para ser tratado en Jordania, pero las demoras en finalizar su informe médico pospusieron el vuelo propuesto. Sin embargo, su muerte ocurrió después de que Radhi se quitó su ventilación artificial para ir al baño por sí mismo, y horas más tarde fue encontrado muerto por el personal médico.